# 284

## Decese
- dată necunoscută: Diofant  (n. ?)
- noiembrie: Numerian  (n. 254)
- dată necunoscută: Dometie al Bizanțului episcop al Bizanțului (n. ?)
- 12 octombrie: Maximilian din Celje sfânt austriac (n. ?)